# Liponema brevicornis
Liponema brevicornis är en havsanemonart som först beskrevs av McMurrich 1893.  Liponema brevicornis ingår i släktet Liponema och familjen Liponematidae. Inga underarter finns listade i Catalogue of Life.